# Andrea Camilleri
Pour les articles homonymes, voir Camilleri.
Œuvres principales
- Série du commissaire Montalbano

Andrea Camilleri, né le 6 septembre 1925 à Porto Empedocle (la Vigàta de ses romans) et mort le 17 juillet 2019 à Rome, est un metteur en scène et un écrivain italien. 
Sa renommée est internationale grâce à, notamment, ses romans mettant en scène le commissaire Montalbano. Auteur de plus de cent ouvrages littéraires, il est traduit en trente langues et ses livres se sont vendus à vingt-six millions d'exemplaires rien qu'en Italie. Il est entré dans la collection des « I Meridiani », la « Pléiade » italienne.

## Biographie
Fils unique dans une famille de la haute bourgeoisie, mais désargentée, Andrea Camilleri poursuit ses études à Palerme où il fréquente la bohème. Il commence alors sa carrière d'écrivain par des nouvelles et des articles pour des journaux et des revues ainsi que de la poésie.
En 1947, il remporte le prix de poésie Libera Stampa devant Pasolini et en 1948, à Florence, un prix de la commune pour sa pièce de théâtre, Giudizio a mezzanotte (Jugement à minuit),. Il étudie ensuite à l'Académie nationale d'art dramatique de Rome, où il enseignera plus tard avec parmi ses élèves Davide Iodice. Durant son voyage de retour en Sicile, il relit sa pièce et s'en trouve si peu satisfait qu'il la jette par la fenêtre du train. C'était le seul exemplaire.
C'est le début de sa première carrière : il est metteur en scène, enseignant, et théoricien d'art dramatique. Il collabore à L'Enciclopedia dello Spettacolo, enseigne au Centro sperimentale di cinematografia.
En tant que metteur en scène, il travaille aussi bien pour le théâtre, la télévision que la radio. C'est à ce moment qu'il produit une adaptation célèbre en Italie des enquêtes du commissaire Maigret de Simenon. Parallèlement, il continue d'écrire des nouvelles, mais pas de roman malgré les encouragements de son ami, autre auteur sicilien, Leonardo Sciascia.
En 1978 enfin, à cinquante-trois ans, il publie chez l'éditeur Lalli son premier roman, Il corso delle cose (Le Cours des choses, Fayard, 2005), refusé par tous les grands éditeurs italiens, bientôt suivi de nombreux autres. C'est sa deuxième carrière, celle du romancier, dont l'inspiration suivra une double voie. Comme Sciascia, il prend prétexte d'un fait divers réel, dans la Sicile du XIXe siècle pour bâtir un récit historico-policier, ou, autre voie suivie, il écrit des romans policiers, avec le commissaire Montalbano comme héros dont les enquêtes se déroulent dans la ville imaginaire de Vigàta, en Sicile (qui ressemble beaucoup à sa ville natale).

## La langue et l'univers de Camilleri

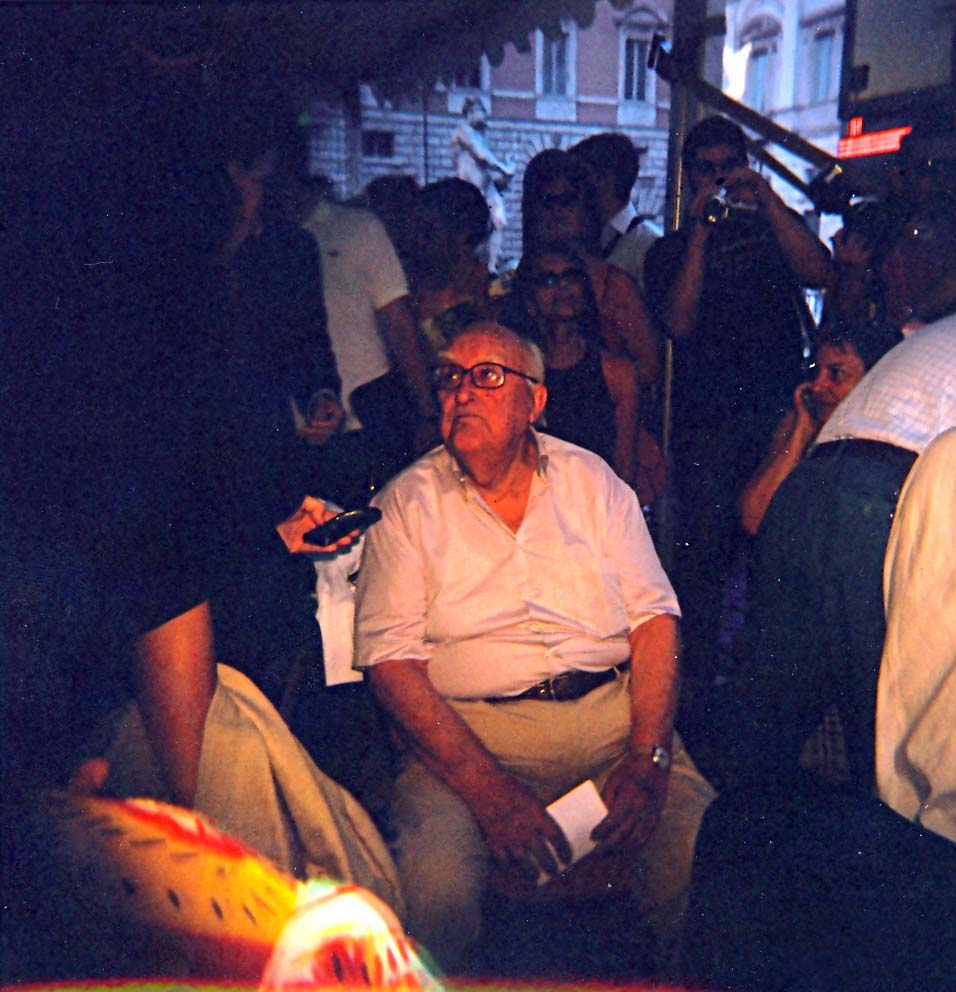
Andrea Camilleri en 2008 sur la Piazza Navona de Rome.

Andrea Camilleri se plaît à jouer sur la langue, mêlant italien et sicilien, à la fois par le vocabulaire et la syntaxe, n'hésitant pas à utiliser des termes inconnus de tous ceux qui ne sont pas des Siciliens de la région d'Agrigente, mais dont le sens pourra être compris aisément grâce au contexte. Cela donne une langue à consonance exotique, étrangère, même pour les Italiens, une re-création personnelle de la langue de son père, truffée de particularismes, qui ajoute au charme de l'intrigue. Il n'hésite pas non plus à faire découvrir au lecteur toutes les spécialités savoureuses de la cuisine sicilienne au hasard des repas du commissaire Montalbano ; il évoque également tout l'attachement qu'éprouvent les Siciliens pour la terre et la famille.
La préface de Mario Fusco au roman Le Roi Zosimo, ainsi que la postface de Dominique Vittoz à La Saison de la chasse (prix de traduction Amédée Pichot) donnent de précieux éclaircissements sur la langue de Camilleri et le défi qu'elle pose à ses traducteurs.
Son traducteur attitré en français, Serge Quadruppani essaie de rendre sa langue en mêlant tournures siciliennes et emprunts au parler marseillais.

## Le commissaire Montalbano
Salvo Montalbano est un personnage récurrent de l'œuvre d'Andrea Camilleri. C'est un commissaire de police de la bourgade (fictive) de Vigàta (en fait Porto Empedocle), en Sicile. Le héros tirerait son nom de celui de l'auteur espagnol Manuel Vázquez Montalbán, dont Camilleri appréciait le personnage de Pepe Carvalho.
Une première série télévisée (Il commissario Montalbano) mettant principalement en scène les romans de Camilleri a été diffusée sur la RAI, et a été suivie d'une seconde (Il giovane Montalbano), au scénario de laquelle Camilleri a collaboré, et dont l'action se situe environ vingt ans plus tôt.

## Œuvres

### Romans ou recueils de nouvelles

#### SérieCommissaire Montalbano
1. La Forme de l'eau, Fleuve noir, 1998 ((it) La forma dell'acqua, Sellerio, 1994), trad. Serge QuadruppaniPrix Mystère de la critique 1999
2. Chien de faïence, Fleuve noir, 1999 ((it) Il cane di terracotta, Sellerio, 1996), trad. Serge Quadruppani
3. Le Voleur de goûter, Fleuve noir, 2000 ((it) Il ladro di merendine, Sellerio, 1996), trad. Serge Quadruppani
4. La Voix du violon, Fleuve noir, 2001 ((it) La voce del violino, Sellerio, 1997), trad. Serge Quadruppani

- Un mois avec Montalbano, Fleuve noir, 1999 ((it) Un mese con Montalbano, Mondadori, 1998), recueil de nouvelles, trad. Serge Quadruppani

- La Démission de Montalbano, Fleuve noir, 2001 ((it) Gli arancini di Montalbano, Mondadori, 1999), recueil de nouvelles, trad. Catherine Sine, Serge Quadruppani et Maruzzia Loria

1. L'Excursion à Tindari, Fleuve noir, 2002 ((it) La gita a Tindari, Sellerio, 2000), trad. Serge Quadruppani
2. L'Odeur de la nuit, Fleuve noir, 2003 ((it) L'odore della notte, Sellerio, 2001), trad. Serge Quadruppani

- La Peur de Montalbano, Fleuve noir, 2003 ((it) La paura di Montalbano, Mondadori, 2002), recueil de nouvelles, trad. Serge Quadruppani et Maruzzia Loria

1. Le Tour de bouée, Fleuve noir, 2005 ((it) Il giro di boa, Sellerio, 2003), trad. Serge Quadruppani
2. La Patience de l'araignée, Fleuve noir, 2006 ((it) La pazienza del ragno, Sellerio, 2004), trad. Serge Quadruppani et Maruzzia Loria

- La Première Enquête de Montalbano, Fleuve noir, 2006 ((it) La prima indagine di Montalbano, Mondadori, 2004), recueil de nouvelles, trad. Serge Quadruppani

1. La Lune de papier, Fleuve noir, 2008 ((it) La luna di carta, Sellerio, 2005), trad. Serge Quadruppani et Maruzzia Loria
2. Un été ardent, Fleuve noir, 2008 ((it) La vampa d'agosto, Sellerio, 2006), trad. Serge Quadruppani et Maruzzia Loria
3. Les Ailes du sphinx, Fleuve noir, 2010 ((it) Le ali della sfinge, Sellerio, 2006), trad. Serge Quadruppani
4. La Piste de sable, Fleuve noir, 2011 ((it) La pista di sabia, Sellerio, 2007), trad. Serge Quadruppani
5. Le Champ du potier, Fleuve noir, 2012 ((it) Il campo del vasaio, Sellerio, 2008), trad. Serge Quadruppani
6. L'Âge du doute, Fleuve noir, 2013 ((it) L'età del dubbio, Sellerio, 2008), trad. Serge Quadruppani
7. La Danse de la mouette, Fleuve noir, 2009 ((it) La danza del gabbiano, Sellerio, 2009), trad. Serge Quadruppani
8. La Chasse au trésor, Fleuve noir, 2015 ((it) La caccia al tesoro, Sellerio, 2010), trad. Serge Quadruppani

- Meurtre aux poissons rouges, Fleuve noir, 2011 ((it) Acqua in bocca, Minimum fax, 2010), trad. Serge QuadruppaniÉcrit avec Carlo Lucarelli.

1. Le Sourire d'Angelica, Fleuve noir, 2015 ((it) Il sorriso di Angelica, Sellerio, 2010), trad. Serge Quadruppani
2. Jeu de miroirs, Fleuve noir, 2016 ((it) Il gioco degli specchi, Sellerio, 2011), trad. Serge Quadruppani
3. Une lame de lumière, Fleuve noir, 2016 ((it) Una lama di luce, Sellerio, 2012), trad. Serge Quadruppani
4. Une voix dans l'ombre, Fleuve noir, 2017 ((it) Una voce di notte, Sellerio, 2012), trad. Serge Quadruppani
5. Nid de vipères, Fleuve noir, 2018 ((it) Un covo di vipere, Sellerio, 2013), trad. Serge Quadruppani
6. La Pyramide de boue, Fleuve noir, 2019 ((it) La piramide di fango, Sellerio, 2014), trad. Serge Quadruppani

- Mort en pleine mer et autres enquêtes de Montalbano, Fleuve noir, 2021 ((it) Morte in mare aperto e altre indagini del giovane Montalbano, Sellerio, 2014), recueil de nouvelles, trad. Serge Quadruppani

1. Le Manège des erreurs, Fleuve noir, 2020 ((it) La giostra degli scambi, Sellerio, 2015), trad. Serge Quadruppani
2. L'Autre Bout du fil, Fleuve noir, 2021 ((it) L'altro capo del filo, Sellerio, 2016), trad. Serge Quadruppani
3. Le Cuisinier de l'Alcyon, Fleuve noir, 2022 ((it) Il cuoco dell'Alcyon, Sellerio, 2019), trad. Serge Quadruppani
4. Le Filet de protection, Fleuve noir, 2023 ((it) La rete di protezione, Sellerio, 2017), trad. Serge Quadruppani
5. La Méthode sicilienne, Fleuve noir, 2024 ((it) Il metodo Catalanotti, Sellerio, 2018), trad. Serge Quadruppani
6. Riccardino, Fleuve noir, 2025 ((it) Riccardino, Sellerio, 2020), trad. Serge Quadruppani

Les titres suivants ne sont pas encore traduits en français :
- (it) Racconti di Montalbano, Oscar Mondadori, 2008Une seule nouvelle inédite
- (it) La coscienza di Montalbano, Sellerio, 2022

#### Autres romans ou recueils de nouvelles
- Le Cours des choses, Fayard, 2005 ((it) Il corso delle cose, Lalli, 1978), trad. Dominique Vittoz
- Un filet de fumée, Fayard, 2002 ((it) Un filo di fumo, Sellerio, 1980), trad. Dominique Vittoz
- Un massacre oublié, Le promeneur, 2002 ((it) La strage dimenticata, Sellerio, 1984), trad. Louis Bonalumi
- La Saison de la chasse, Fayard, 2001 ((it) La stagione della caccia, Sellerio, 1992), trad. Dominique VittozPrix de traduction Amédée Pichot
- Indulgences à la carte, Le promeneur, 2002 ((it) La bolla di componenda, Sellerio, 1993), trad. Louis Bonalumi
- Le Jeu de la mouche, Mille et Une Nuits, 2000 ((it) Il gioco della mosca, Sellerio, 1995), trad. Dominique Vittoz
- L'Opéra de Vigàta, Métailié, 1999 ((it) Il birraio di Preston, Sellerio, 1995), trad. Serge Quadruppani
- La Concession du téléphone, Fayard, 1999 ((it) La concessione del telefono, Sellerio, 1998), trad. Dominique Vittoz
- Le Coup du cavalier, Métailié, 2000 ((it) La mossa del cavallo, Rizzoli, 1999), trad. Serge Quadruppani
- La Disparition de Judas, Métailié, 2002 ((it) La scomparsa di Patò, Mondadori, 2000), trad. Serge Quadruppani
- Pirandello. Biographie de l'enfant échangé, Flammarion, 2002 ((it) Biografia del figlio cambiato, Rizzoli, 2000), trad. François Rosso
- Petits récits au jour le jour, Fayard, 2008 ((it) Racconti quotidiani, Libreria dell'Orso, 2001), trad. Dominique Vittoz
- Le Roi Zosimo, Fayard, 2003 ((it) Il re di Girgenti, Sellerio, 2001), trad. Dominique Vittoz (Il re di Girgenti (it))
- Les Enquêtes du commissaire Collura, Fayard, 2008 ((it) Le inchieste del Commissario Collura, Libreria dell'Orso, 2002), trad. Dominique Vittoz
- La Prise de Makalé, Fayard, 2006 ((it) La presa di Macallè, Sellerio, 2003), trad. Marilène Raiola
- Privé de titre, Fayard, 2007 ((it) Privo di titolo, Sellerio, 2005), trad. Dominique Vittoz
- La Pension Eva, Métailié, 2007 ((it) La pensione Eva, Mondadori, 2006), trad. Serge Quadruppani
- Le Pasteur et ses ouailles, Fayard, 2009 ((it) Le pecore e il pastore, Sellerio, 2007), trad. Dominique Vittoz
- La Couleur du soleil, Fayard, 2008 ((it) Il colore del sole, Mondadori, 2007), trad. Dominique VittozSur la période sicilienne et maltaise du Caravage
- Vous ne savez pas, Fayard, 2009 ((it) Voi non sapete, Mondadori, 2007), trad. Dominique Vittoz
- Maruzza Musumeci, Fayard, 2009 ((it) Maruzza Musumeci, Sellerio, 2007), trad. Dominique Vittoz
- Le Tailleur gris, Métailié, 2009 ((it) Il tailleur grigio, Mondadori, 2008), trad. Serge Quadruppani
- Le Garde-barrière, Fayard, 2012 ((it) Il casellante, Sellerio, 2008), trad. Dominique Vittoz
- Un samedi entre amis, Fayard, 2011 ((it) Un sabato, con gli amici, Mondadori, 2009), trad. Dominique Vittoz
- Le Grelot, Fayard, 2010 ((it) Il sonaglio, Sellerio, 2009), trad. Dominique Vittoz
- Le Coup de filet, Fayard, 2012 ((it) La rizzagliata, Sellerio, 2009), trad. Dominique Vittoz
- Le Ciel volé. Dossier Renoir, Fayard, 2010 ((it) Il cielo rubato, Dossier Renoir, Skira, 2009), trad. Dominique Vittoz
- Le Neveu du Négus, Fayard, 2013 ((it) Il nipote del Negus, 2010), trad. Dominique Vittoz
- Intermittence, Métailié, 2011 ((it) L'intermittenza, Mondadori, 2010), trad. Serge Quadruppani
- Grand cirque Taddei, Fayard, 2014 ((it) Gran Circo Taddei e altre storie di Vigàta, 2011), trad. Dominique Vittoz
- La Secte des anges, Fayard, 2014 ((it) La setta degli angeli, 2011), trad. Dominique Vittoz
- Les Juges. Trois histoires italiennes, Fleuve noir, 2012 ((it) Giudici, Einaudi, 2011), trad. Serge QuadruppaniÉcrit avec Giancarlo De Cataldo et Carlo Lucarelli.
- Le Diable, certainement, Fleuve noir, 2013 ((it) Il diavolo, certamente, Mondadori, 2012), trad. Serge Quadruppani
- La Reine de Poméranie, Fayard, 2015 ((it) La Regina di Pomerania e altre storie di Vigàta, 2012), trad. Dominique Vittoz
- Le Toutamoi, Métailié, 2015 ((it) Il tuttomio, 2013), trad. Serge Quadruppani
- La Révolution de la Lune, Fayard, 2015 ((it) La rivoluzione della luna, 2013)Roman historique autour d'Éléonore de Moura, 1677
- Femmes, Fayard, 2016 ((it) Donne, 2014), trad. Dominique Vittoz
- Ne me touche pas, Métailié, 2018 ((it) Noli me tangere, 2016), trad. Serge Quadruppani

Les titres suivants ne sont pas encore traduits en français
- (it) Favole del tramonto, Edizioni dell'Altana, 2000
- (it) Gocce di Sicilia, Edizioni dell'Altana, 2001
- (it) Le parole raccontate. Piccolo dizionario dei termini teatrali, Rizzoli, 2001
- (it) L'ombrello di Noè. Memorie e conversazioni sul teatro, Rizzoli, 2002
- (it) Teatro, Arnaldo Lombardi, 2003
- (it) Il medaglione, Mondadori, 2005
- (it) La tripla vita di Michele Sparacino, 2009
- (it) Un inverno italiano. Cronache con rabbia 2008-2009, Chiarelettere, 2009Écrit avec Saverio Lodato.
- (it) Un onorevole siciliano. Le interpellanze parlamentari di Leonardo Sciascia, 2009
- (it) Troppu trafficu ppi nenti, 2009Écrit avec Giuseppe Dipasquale.
- (it) La moneta di Akragas, 2011
- (it) I fantasmi, 2011
- (it) Dentro il labirinto, 2012
- (it) Capodanno in giallo, 2012Écrit avec Esmahan Aykol, Gian Mauro Costa, Marco Malvaldi, Antonio Manzini et Francesco Recami.
- (it) Come la penso, 2013
- (it) Ferragosto in giallo, 2013Écrit avec Gian Mauro Costa, Alicia Giménez-Bartlett, Marco Malvaldi, Antonio Manzini et Francesco Recami.
- (it) La banda Sacco, 2013
- (it) I racconti di Nené, 2013
- (it) La creatura del desiderio, 2014
- (it) Inseguendo un'ombra, 2014
- (it) La relazione, 2015
- (it) Il quadro delle meraviglie. Scritti per teatro, radio, musica, cinema, 2015
- (it) Le vichinghe volanti e altre storie d'amore a Vigàta, 2015
- (it) La targa, 2015
- (it) Certi momenti, 2015
- (it) La cappella di famiglia e altre storie di Vigàta, 2016
- (it) Esercizi di memoria, 2017
- (it) Ora dimmi di te. Lettera a Matilda, 2018
- (it) I tacchini non ringraziano, 2018
- (it) La casina di campagna. Tre memorie e un racconto, 2019
- (it) Km 123, 2019

## Honneur
L'astéroïde (204816) Andreacamilleri est nommé en son honneur en 2007.

### Film documentaire
- (it) Vigàta dov'è? (Vigàta, c'est où?), 53 min, 2003, un film documentaire de création réalisé par Pierre-François Moreau et Costanza Matteucci sur l'univers littéraire d'Andrea Camilleri, film sélectionné en compétition italienne au 21e Torino Film Festival, festival international de novembre 2003, ainsi qu'en compétition française lors de la 26e édition du festival international Cinéma du Réel (Centre Georges Pompidou) en mars 2004. Visible sur la vidéothèque permanente du Club du doc d'Ardèche Images - Lussas